# IC 443
IC 443 (ook bekend als de Kwallennevel en Sharpless 248) is een supernovarest (SNR) in het sterrenbeeld Tweelingen. Aan de hemel ligt hij bij de ster Eta Geminorum. De nevel is ongeveer 5.000 lichtjaar van de aarde verwijderd.
IC 443 is het overblijfsel van een supernova die 30.000-35.000 jaar geleden plaatsvond. Dezelfde supernova heeft waarschijnlijk de neutronenster CXOU J061705.3+222127 doen ontstaan, het ingestorte overblijfsel van de kern. IC 443 is een van de best bestudeerde supernovarestanten die inwerkt op de omringende moleculaire wolken.

## Algemene eigenschappen

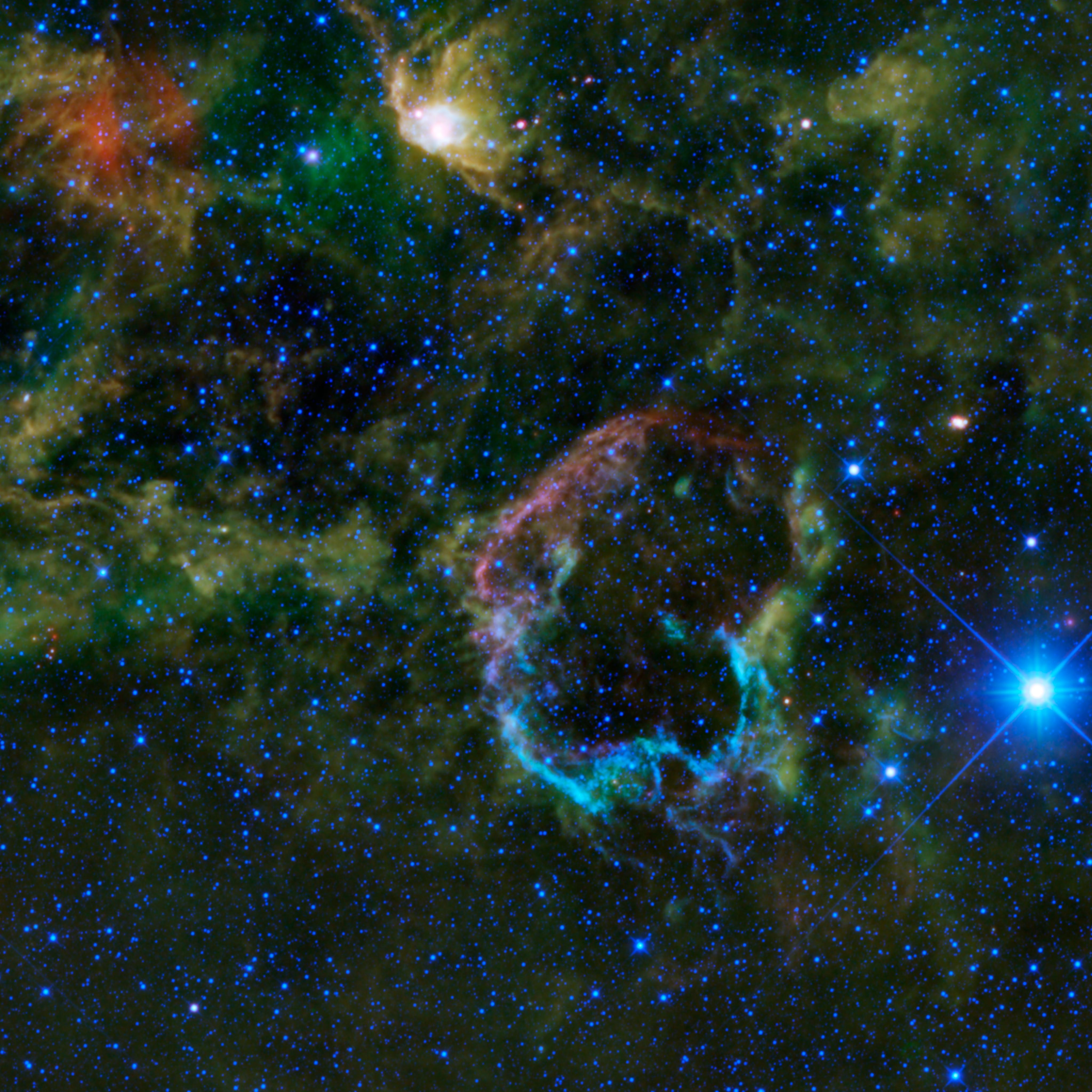
Een foto gemaakt door WISE.

IC 443 is een uitgebreide supernovarest, met een diameter van 50 boogminuten (ter vergelijking: de volle maan is 30 boogminuten in doorsnee). Op de geschatte afstand van 5.000 ly van de aarde, komt dit overeen met een fysieke grootte van ruwweg 70 lichtjaar.
De supernovarest is schelpvormig (een typisch schelpvormige supernovarest is bijvoorbeeld SN 1006), bestaande uit twee verbonden subschillen met verschillende centra en stralen. Een derde, grotere subschil - die aanvankelijk aan IC 443 werd toegeschreven - is geidentificeerd met een andere en oudere supernovarest, die G189.6+3.3 wordt genoemd, en 100.000 jaar oud is.
Opmerkelijk is dat de röntgenstraling van IC 443 een centrale piek vertoont en dat zachte röntgenstraling nauwelijks meetbaar is in de schil. In tegenstelling tot restanten die gedomineerd worden door een pulsar wind (plerions), zoals de Krabnevel, wordt de binnenste röntgenemissie niet gedomineerd door de centrale pulsar. IC 443 vertoont zeer vergelijkbare kenmerken als de klasse van gemengde soorten supernovaresten. 
De leeftijd van het restant is nog onzeker. Men is het er wel over eens dat de supernova tussen de 3.000 en 30.000 jaar geleden plaatsvond. Chandra en XMM-Newton waarnemingen identificeerden een pulsar windnevel, dicht bij de zuidelijke rand van de overblijfselen.

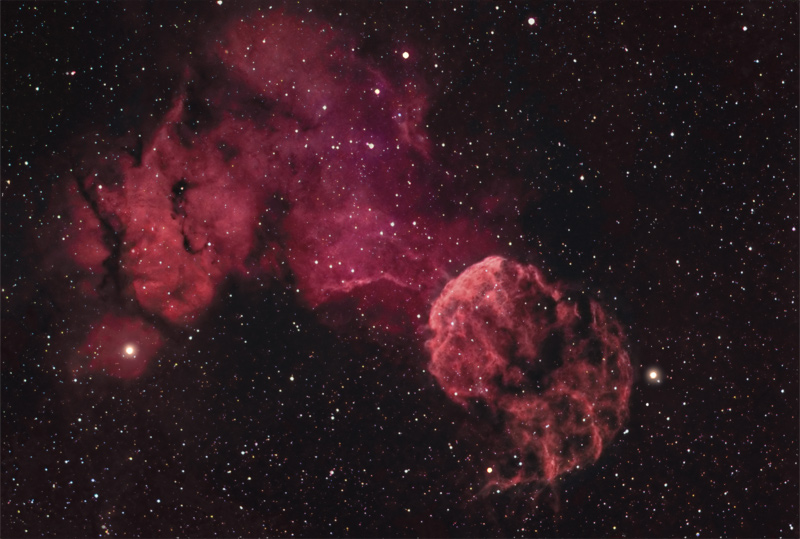
De nevel

IC 443 bevindt zich in het galactisch anticentrum (in tegengestelde richting van het galactisch centrum). Een aantal objecten bevinden zich in hetzelfde gebied aan de hemel: het H-II-gebied S249, verschillende jonge sterren, en een oudere supernovarest genaamd G189.6+3.3.
Het restant bestaat in een complexe omgeving, die zijn opbouw sterk beïnvloedt. Waarnemingen op meerdere golflengten tonen de aanwezigheid van grote dichtheidsgradiënten en verschillende wolkengeometrieën in de omgeving van IC 443. Het is bekend dat zware sterren een korte levensduur hebben (ongeveer 30 miljoen jaar) en ze exploderen wanneer zij nog steeds in de wolk van de voortbrenger zijn. De zwaardere sterren (O-type) zuiveren waarschijnlijk de omgeving door krachtige stellaire winden of fotoioniserende straling. Vroege sterren van het B-type, met een massa tussen 8 en 12 zonsmassa's, zijn hier niet toe in staat, en waarschijnlijk komen zij in wisselwerking met de moleculaire wolk wanneer zij exploderen. Het is dan ook niet verwonderlijk dat IC 443, waarvan wordt aangenomen dat het de nasleep is van een sterexplosie, in zo'n complexe omgeving is geëvolueerd. Zo ligt een aanzienlijk deel van de supernovarestanten in de buurt van dichte moleculaire wolken.
De röntgenopnamen en de zichtbare opnamen worden gekenmerkt door een donkere baan, die IC 443 van noordwest naar zuidoost doorkruist. Emissie van stilstaand moleculair gas is waargenomen in dezelfde richting, en is waarschijnlijk te wijten aan een reusachtige moleculaire wolk, gelegen tussen het overblijfsel en de rest. Dit is de belangrijkste bron van de laagenergetische supernovarest-emissie.